# Colostygia unicolorata
Colostygia unicolorata är en fjärilsart som beskrevs av Kane 1897. Colostygia unicolorata ingår i släktet Colostygia och familjen mätare. Inga underarter finns listade i Catalogue of Life.